# Route départementale 155 (Yvelines)
Pour les articles homonymes, voir Route départementale 155.
La route départementale 155 ou D155, est une route du département français des Yvelines.
Commençant sur la commune de Garancières, elle se termine aux Mesnuls.

## Localités traversées
- Garancières
- La Queue-les-Yvelines
- Galluis
- Montfort-l'Amaury
- Les Mesnuls